# جهانبخش قلاوند
جهانبخش قلاوند نظامی و سیاستمدار ایرانی است، که در این دوره انتخابات مجلس شورای اسلامی دوره دوازدهم مجلس حضور دارد،و در حال نماینده مردم اندیمشک در مجلس شورای اسلامی است

## مجلس شورای اسلامی
جهانبخش قلاوند در انتخابات دوازدهمین دوره مجلس شورای اسلامی با کسب ۴۷٬۳۶۵ رأی انتخاب و به مجلس راه یافت. وی جایگزین فریدون حسنوند شد.

## توکل قلاوند
جهانبخش قلاوند برادر توکل قلاوند است، که در بهمن ماه ۱۳۶۱ در خلال جنگ ایران و عراق، حین شناسایی منطقه عملیاتی والفجر مقدماتی در منطقه فکه، به همراه حسن باقری و عبدالمجید بقایی، کشته شد.